# Hiptage
Hiptage is een geslacht uit de familie Malpighiaceae. De soorten komen voor van de (sub)tropische delen van Azië tot in het Pacifisch gebied.

## Soorten
- Hiptage acuminata Wall. ex A.Juss.
- Hiptage benghalensis (L.) Kurz
- Hiptage boniana Dop
- Hiptage bullata Craib
- Hiptage burkilliana Arènes
- Hiptage calcicola Sirirugsa
- Hiptage calycina Pierre
- Hiptage candicans Hook.f.
- Hiptage capillipes Arènes
- Hiptage condita Craib
- Hiptage corymbifera Arènes
- Hiptage cuspidata Arènes
- Hiptage detergens Craib
- Hiptage elliptica Pierre
- Hiptage ferruginea Y.H.Tan & Bin Yang
- Hiptage fraxinifolia F.N.Wei
- Hiptage glabrifolia Craib
- Hiptage gracilis Sirirugsa
- Hiptage incurvatum K.Tan & M.X.Ren
- Hiptage jacobsii R.C.Srivast.
- Hiptage lanceolata Arènes
- Hiptage laxiflora Sujana & Vadhyar
- Hiptage lucida Pierre
- Hiptage luodianensis S.K.Chen
- Hiptage lushuiensis S.P.Dong, K.Tan & M.X.Ren
- Hiptage luzonica Merr.
- Hiptage marginata Arènes
- Hiptage microcarpa Pierre
- Hiptage minor Dunn
- Hiptage monopteryx Sirirugsa
- Hiptage multiflora F.N.Wei
- Hiptage myrtifolia A.Gray
- Hiptage nayarii R.C.Srivast.
- Hiptage pauciflora Y.H.Tan & Bin Yang
- Hiptage platyptera Arènes
- Hiptage poilanei Arènes
- Hiptage pubescens Merr.
- Hiptage saigonensis H.H.Pham
- Hiptage sericea Hook.f.
- Hiptage stellulifera Arènes
- Hiptage subglabra Arènes
- Hiptage thothathrii N.P.Balakr. & R.C.Srivast.
- Hiptage tianyangensis F.N.Wei
- Hiptage triacantha Pierre
- Hiptage umbellulifera Arènes
- Hiptage yunnanensis C.C.Huang ex S.K.Chen